# 六甲頂
六甲頂，是臺灣臺南市永康區的一個傳統地域名稱，位於該區西部。相較於今日行政區，其範圍大致包括尚頂里、東橋里西北部、大橋里西北大半部、甲頂里、西橋里不含南南東端、安康里不含東南端。
本地區境內主要聚落為六甲頂、凹仔底，設有南臺科技大學、臺南高工（北半部）、大橋國中、大橋國小。

## 歷史
台灣日治初期，六甲頂地區為一街庄，稱為「六甲頂庄」（舊制街庄），隸屬於內武定里。該庄昔日西北隔鹽水溪與安順藔庄、和順藔庄為界，東北與鹽行庄為鄰，東南邊為埔姜頭庄，西南邊為三份仔庄、鄭仔藔庄。
1901年（日治明治三十四年）11月11日，全台廢縣廳改設二十廳，該庄隸屬於臺南廳。1904年（明治三十七年）3月31日，該庄編入「永內區」，隸屬於臺南廳。1909年（明治四十二年）10月25日，全台合併二十廳為十二廳，永內區仍隸屬於臺南廳。1920年（大正九年）10月1日，全台地方制度大改正，廢十二廳改設五州二廳，該庄改制為「六甲頂」大字，隸屬於臺南州新豐郡永康庄（新制街庄）。
戰後永康庄改制為永康鄉，隸屬於臺南縣，大字亦改制為村。1950年（民國39年）10月25日，雲、嘉、南分治，永康鄉仍隸屬於臺南縣。1993年（民國82年）5月1日，永康鄉升格為永康市，村亦改制為里。2010年（民國99年）12月25日，臺南縣、市合併為直轄臺南市，永康市改制為永康區。

## 聚落
本地區發展較早的聚落為六甲頂、凹仔底，在日治初期的官方地圖上已有記載。

## 交通
台鐵縱貫線是台灣西部南北向鐵路幹線，經過本地區中部略偏東南，並設有大橋車站。該站屬簡易站，僅停靠區間車；由此可前往台鐵沿線各站。
省道台1線又稱「縱貫公路」，是臺北至楓港的傳統平面幹道，經過本地區西北部及西南部。由該道路北行可前往新市區、善化區、官田區、六甲區等地，南行可前往東區/南區、仁德區、高雄市湖內區、路竹區等地。
省道台19線又稱「中央公路」，是彰化至永康的幹道，其南側端點位於本地區西部的省道台1線轉角路口，由此向西南轉北北西可前往安南區東部、安定區西部、西港區、佳里區等地。
省道台20線是臺南至德高的幹道，其中部分路段稱為「南橫公路」（目前並未全線通車），經過本地區極南點附近。由該道路西行可前往北區、中西區，並止於湯德章紀念公園圓環；東行可前往永康區永康市區、新化區、山上區南端、左鎮區等地。

## 學校
- 南臺科技大學
- 國立臺南高級工業職業學校（北側）
- 臺南市立大橋國民中學
- 臺南市永康區大橋國民小學

## 公務機關
- 臺南市政府警察局永康分局暨大橋派出所
- 臺南市政府消防局第五大隊暨大橋特搜消防分隊（北半部）